# Ecsenius bicolor
Ecsenius bicolor és una espècie de peix de la família dels blènnids i de l'ordre dels perciformes.

## Morfologia
- Els mascles poden assolir 11 cm de longitud total.[2][3]

## Reproducció
És ovípar.

## Hàbitat
És un peix marí de clima tropical i associat als esculls de corall fins als 1-25 m de fondària.

## Distribució geogràfica
Es troba des de les Maldives fins a les Illes Fènix, les Illes Ryukyu, el sud de la Gran Barrera de Corall i Micronèsia.